# قفسه ۱۳
قفسه ۱۳ (انگلیسی: Locker 13) یک فیلم مهیج به کارگردانی جرج هوانگ است که در سال ۲۰۰۹ منتشر شد. از بازیگران آن می‌توان به کریستا آلن و تاتیانا علی اشاره کرد.